# 西山知佐
西山 知佐（にしやま ちさ、1965年3月26日 - ）は、愛知県出身の女優。身長164 cm。体重48 kg。血液型はB型。無名塾所属。

## 出演

### 映画
- 翔べ明日へ（1992年）
- さくら（1994年）
- 日本一短い「母」への手紙（1995年）
- 伝染歌（2007年） - 紙谷小百合 役
- 仲代達矢「役者」を生きる（2015年）
- 日本のいちばん長い日（2015年） - 鈴木たか 役

### テレビドラマ
- 洞爺湖温泉殺人事件（1991年）
- 泣きたいほどの淋しさに（1992年）
- 新・女検事 霞夕子（1994年）
- 八代将軍吉宗（1995年） - 正親町町子 役
- ナースのお仕事
  - ナースのお仕事 パート1（1996年）
  - ナースのお仕事 パート3（2000年）
- はぐれ刑事純情派11（1998年）
- 監察医薮野善次郎（1999年）
- 垂里冴子のお見合い事件帖（2000年）
- 女と愛とミステリー 嘱託刑事・小山田昭平「旅路の果て」（2001年、テレビ東京） - ホテル女将 役
- 信濃のコロンボ1 死者の木霊（2001年）
- 天てれドラマ
  - ランプのオバちゃん（2006年）
  - 予報チャンネル（2008年）
- 終着駅シリーズ 第20作「砂漠の喫茶店」（2006年） - 岸部百合子 役
- 王様の心臓〜リア王より〜（2007年）
- 相棒
  - season10 第6話「ラスト・ソング」（2011年） - 鎌谷充子 役
  - season23 第9話「最後の一日」（2025年） - 伊地知怜子 役

### 舞台
※いずれも無名塾による作品
- 紙風船（1990年）
- ハロルドとモード（1992年）
- リチャード三世（1993年、1996年）
- わが町（1998年）
- セールスマンの死（2000年、2002年）
- いのちぼうにふろう物語（2004年）
- ドン・キホーテ
- 戊辰戦争
- ロミオとジュリエット（乳母）